# 툴스카야역
툴스카야역(러시아어: Ту́льская)은 모스크바 지하철 세르푸홉스코 티미랴젭스카야 선의 역이다. 1983년 11월 8일에 개장했다.

## 사고
- 1996년 6월 11일 세르푸홉스카야 역에서 나가틴스카야 역으로 가는 구간에서 폭발물이 터졌다. 이 사고로 4명이 사망하고 16명이 중상을 입었다.[1]